# Monika Sapilak
Monika Sapilak (ur. 9 kwietnia 1976 we Wrocławiu) – polska aktorka dziecięca, aktywna w latach 80. 

## Filmografia
- 1988: Animalki − Asia
- 1988: Pan Kleks w kosmosie − Agnieszka
- 1988: Banda Rudego Pająka − Brygidka
- 1986: Klementynka i Klemens – gęsi z Doliny Młynów − Basia
- 1985: Siódme niebo − dziewczynka
- 1985: Urwisy z Doliny Młynów − Basia
- 1984: Zamiana − Ewka
- 1984: Wszystko powiem Lilce! − Irka
- 1983: Złe dobrego początki... − dziewczynka
- 1983: Dolina szczęścia − Ewelinka
- 1982: Jeśli się odnajdziemy − Kasia